# Oculinidae
Oculinidae é uma família de cnidários antozoários da subordem Faviina, ordem Scleractinia.

## Géneros
- Acrhelia Milne-Edwards & Haime, 1849
- Archohelia Vaughan, 1919
- Bathelia Moseley, 1881
- Cyathelia Milne-Edwards & Haime, 1849
- Galaxea Oken, 1815
- Madrepora Linnaeus, 1758
- Oculina Lamarck, 1816
- Schizoculina Wells, 1937
- Sclerhelia Milne-Edwards & Haime, 1850
- Simplastrea Umbgrove, 1939